# Sergueï Yefremov
Sergueï Alexandrovitch Yefremov (en russe : Сергей Александрович Ефремов ; en ukrainien : Сергі́й Олекса́ндрович Єфре́мов, Serhiy Oleksandrovytch Iefremov), né le 18 octobre 1876 à Katerynopil dans l'oblast de Tcherkassy et mort le 31 mars 1939 à Vladimir en Russie, est un journaliste, historien, critique littéraire, éditeur, militant politique, homme d'État et académicien ukrainien, membre de l'Académie ukrainienne des sciences  et de la Société scientifique Chevtchenko à Lviv. Sergueï Yefremov est son nom de plume ; son vrai nom est Okhrimenko.  

## Biographie
Sergueï Okhrimenko naît dans le village de Paltchik, dans le gouvernement de Kiev, au sein d'une famille orthodoxe orientale. Il étudie de 1891 à 1896 au Séminaire théologique de Kiev. Plus tard, il est diplômé de la Faculté de droit de l'Université de Kiev. 
Il fait ses premiers pas en politique durant ses années d'études en devenant membre de l'Organisation démocratique ukrainienne universelle. 
En 1904, il co-fonde le Parti radical ukrainien, qui, en 1905, à son initiative, s'unit au Parti démocratique ukrainien pour donner naissance au Parti radical démocratique ukrainien. 
En 1905, il devient le chef de l'Union paysanne de l'Union sociale ukrainienne. 
En 1908, il rejoint le Club ukrainien qui regroupe des intellectuels ukrainiens. 
En parallèle, Sergueï Yefremov travaille dans plusieurs périodiques ukrainiens. De 1885 à 1918, il est à la tête des éditions Vik.
Il est arrêté à plusieurs reprises par les autorités russes pour des discours publics en faveur de la culture nationale et des libertés politiques dans la période pré-révolutionnaire. 
En mars 1917, Okhrimenko entre dans l'état-major de la Rada centrale. En avril 1917, au Congrès national ukrainien, il est élu député à la Rada. Le 15 juin 1917 il est nommé Secrétaire général aux Affaires internationales dans le nouveau gouvernement ukrainien, sous la direction du Ministre des Affaires étrangères, et secrétaire général de la République populaire ukrainienne. Le 17 juillet 1917, il est remplacé dans son rôle diplomatique par Alexandre Choulguine, du même parti politique. À partir de septembre 1917, il dirige le Parti ukrainien des socialistes-fédéralistes. À partir d'avril 1918 et jusqu'en 1920, il n'occupe aucun poste officiel. 
Avec l'installation du pouvoir soviétique en Ukraine, il est contraint d'entrer dans la clandestinité et de se cacher. 
Au printemps 1919, à la demande de l'Académie ukrainienne des sciences, il est amnistié. 
De 1922 à 1928, il est l'un des dirigeants de l'Académie ukrainienne des sciences. 
Il est un des principaux accusés du procès de l'Union pour la libération de l'Ukraine de 1930. Il est condamné à mort, mais la peine est ensuite commuée en emprisonnement de dix ans. Il meurt en 1939 dans la prison de Vladimir.